# الرعاية الصحية في النرويج

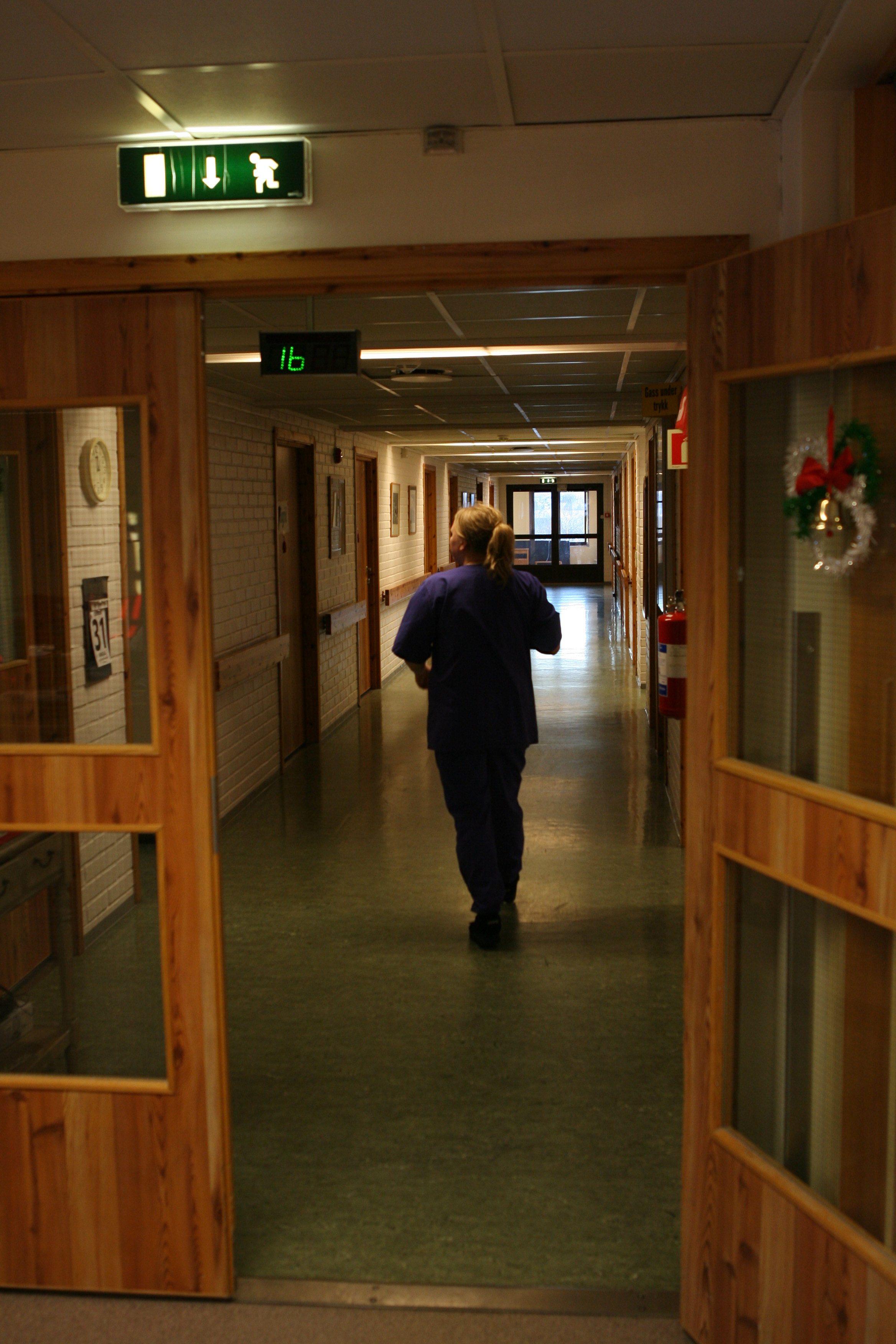

في النرويج، تُموّل جميع المستشفيات من قبل الشعب كجزء من الميزانية الوطنية. ومع أن العلاج الطبي مجاني لأي شخص يقل عمره عن ستة عشر عامًا، يجب على المقيمين في النرويج الذين بلغوا سن الرشد دفع رسوم للخصم كل عام قبل أن يصبحوا مؤهلين للحصول على بطاقة إعفاء. تمنح البطاقة للفرد الحق في رعاية صحية مجانية للفترة المتبقية من ذلك العام.
تُدار جميع المستشفيات العامة في النرويج من قبل أربع سلطات صحية إقليمية (آر إتش إيه) تشرف عليها وزارة الصحة وخدمات الرعاية. بالإضافة إلى هذه المستشفيات العامة، هناك عدد صغير من العيادات الصحية المملوكة للقطاع الخاص تعمل حاليًا.

## التوفر والتكلفة
يبلغ الإنفاق على الرعاية الصحية حوالي 6,647 دولارًا أمريكيًا للفرد في السنة (2016)، من بين أعلى المعدلات في العالم. لديها أعلى نسبة من الممرضات والقابلات لكل فرد في أوروبا – 1,744 لكل 100,000 في عام 2015.
في حين أن توفّر الرعاية الصحية العامة شاملٌ في النرويج، إلّا أن هناك بعض شروط الدفع.
يحصل الأطفال الذين يبلغون من العمر ستة عشر عامًا أو أقل، والنساء الحوامل و/أو المرضعات على رعاية صحية مجانية بغض النظر عن التغطية المتاحة لهم في حالات سابقة. جميع المواطنين مسؤولون بطريقة ما عن الخصم السنوي -الذي يبلغ متوسطه حوالي 2040 كرونة نرويجية (حوالي 246.00 دولارًا أمريكيًا). لا يغطي النظام الصحي في النرويج أيضًا الرعاية المتخصصة لمن هم فوق سن 16 عامًا، ويجب على أي شخص يحتاج إلى علاج كالعلاج الفيزيائي المتخصص أن يدفع خصمًا إضافيًا. في حين أن المُعاينات الصحية مشمولة في الخصم، غالبًا ما يغطي المريض نفقات المواد الإضافية والمعدات الطبية.
من ناحية قبول المرضى في غرفة الطوارئ، تُغطّى جميع تكاليف الرعاية الصحية الفورية. في حالة عدم قدرة المستشفيات في النرويج على علاج المريض، يُعالج المريض خارج البلاد مجانًا.

## المصاريف الصحية والتمويل الحكومي
حصلت النرويج على درجات عالية جدًا في الترتيب العام لأداء الرعاية الصحية على مستوى العالم. يكمن نظام الرعاية الصحية النرويجي الفريد في تمويل الدولة لجميع نفقات المريض تقريبًا. يحصل المرضى الذين يعانون من نفقات عالية إضافية بسبب مرض دائم على خصم ضريبي. في عام 2010، ذهب 9.4% من الناتج المحلي الإجمالي للبلاد إلى الإنفاق الصحي، وحوالي 1.4% فقط من ذلك كان للإنفاق الخاص.
في عام 2017، ذهب 10.4% من الناتج المحلي الإجمالي للبلاد إلى الإنفاق الصحي. تمتلك النرويج أحد أدنى معدلات الإنفاق على الرعاية الصحية الخاصة في العالم. في عام 2007، شكّلت المدفوعات من جيب المرضى 15% من إجمالي الإنفاق الصحي، في 2010، وصلت نسبة الأموال الخاصة المدفوعة (من جيب المرضى) إلى 15.3%، ما يعكس متطلبات معتدلة لتقاسم التكاليف. تضع الحكومة ميزانية صحية سنوية للعام التالي، كل عام في ديسمبر. تتضمن هذه الميزانية جميع النفقات داخل الفرع الصحي في النرويج. لم يصوّت البرلمان إلا في بعض المناسبات للحصول على أموال إضافية في وقت لاحق من العام، بشكل أساسي للمستشفيات. تكلّف حالة الرفاهية الكثير للحفاظ عليها وتحسينها بعد المعيارالمحدد والتضخم المالي السنوي. يشكل المعاش التقاعدي لكبار السن أكبر قسم في ميزانية الصحة والرعاية. زادت الحكومة في عام 2018 النفقات والتمويل لقطاع الصحة بنسبة 2% مقارنة بالعام الماضي، بهدف تقصير طول خطوط الانتظار وتحسين الخدمات الصحية. تُخصص الأموال للرعاية الصحية من قبل المستشفيات من قبل السلطات الصحية الإقليمية بعد تجاوز الميزانية للعام المقبل. وهم مسؤولون عن توزيع التمويل المالي على المستشفيات والخدمات الصحية الأخرى محليًا.

## الأمراض المعدية
انخفضت العديد من الأمراض المعدية على مستوى العالم. ارتفاع مستويات المعيشة وتحسين الظروف الصحية سبب رئيسي، فضلًا عن استخدام اللقاحات. تتسبب زيادة السفر واستيراد الغذاء على الصعيد الدولي في زيادة بعض الأمراض المعدية في النرويج. وتشمل هذه بعض الأخماج المنقولة بالغذاء والأخماج التي تسببها البكتيريا المقاومة للمضادات الحيوية.

### مرض السل
السل أكثر الأمراض المعدية انتشارًا في جميع أنحاء العالم، وهو تحدّ رئيسي في مجال الرعاية الصحية العالمية. ومع ذلك، يستمر انخفاض عدد حالات السل في النرويج.
بحلول عام 2017، أُبلغ عما مجموعه 261 مريضًا يعانون من مرض السل إلى معهد الصحة العامة. مشكّلًا انخفاضًا عن السنوات السابقة. خلال السنوات العشرين الماضية، كان أعلى عدد من مرضى السل 392 إصابة في عام 2013. ما يجعل النرويج واحدة من أقل البلدان انتشارًا للسل في العالم. تنعكس اختلافات عبء مرض السل العالمي بمعدل حدوثه في البلد نفسه، إذ يمكن ملاحظة التفاوتات الكبيرة حسب البلد المنشأ. وُلد 11% فقط من المرضى المُبلَغ عن إصابتهم بمرض السل في عام 2017 في النرويج، وكان نصفهم فقط من آباء نرويجيي الأصل.

### السل المقاوم للأدوية المتعددة (إم دي آر-تي بي)
يتراوح عدد حالات السل المتعددة المقاومة بين 4 و11 حالة في السنة. بحلول عام 2017، شُخّص تسعة مرضى بمرض السل متعدد المقاومة. لم يطوّر أي من هؤلاء مقاومة أثناء العلاج في النرويج.

### العلاج الوقائي والسل الكامن
يُكشَف عن معظم حالات مرض السل في النرويج في وقت مبكر، وبالتالي لا تؤدي إلى أمراض أخرى أي تعتبر الإصابات كامنة.
يتمثل جزء مهم من إجراءات مكافحة السل في هذا البلد على وجه التحديد في ضمان تقديم العلاج الوقائي للأشخاص الذين يعانون من زيادة خطر إصابتهم بمرض ما بعد إصابتهم بالسل. بالإضافة إلى أولئك الذين يُعتقد أنهم مصابون حديثًا، تشمل الفئات عالية الخطورة الأطفال والأشخاص ناقصي المناعة.
بقي عدد الأشخاص الذين يتلقون العلاج الوقائي منخفضًا للغاية، وفقًا لمعهد الصحة العامة. من المتوقع أن يكون عدد العلاجات الوقائية أكبر من عدد العلاجات لمرض السل، ولكن هذه المجموعات من المرضى متشابهة في العديد من المقاطعات.

### فيروس نقص المناعة البشرية/الإيدز
أُثبتت الإصابة بفيروس نقص المناعة البشرية في جميع دول العالم. يقدر برنامج الأمم المتحدة المشترك المعني بفيروس نقص المناعة البشرية/الإيدز أنه بحلول نهاية عام 2016، حوالي 36.7 مليون شخص مصاب بفيروس نقص المناعة البشرية، يحصل 17 مليون شخص منهم تقريبًا على العلاج المضاد للفيروسات. منذ بداية الوباء، يُقدر إصابة 78 مليون شخص بفيروس نقص المناعة البشرية، ووفاة ما يقارب 35 مليون شخص بسبب أمراض مرتبطة بالإيدز. على الصعيد العالمي، تمثل النساء 52% من المصابين بفيروس نقص المناعة البشرية. يعيش حوالي 69% من المصابين بفيروس نقص المناعة البشرية في جنوب الصحراء الكبرى الأفريقية. حوالي 1.8 مليون شخص عالميًا مصاب الآن بفيروس نقص المناعة البشرية (2016). أقل عدد شُخّص حديثًا منذ منتصف التسعينيات من القرن العشرين.
في النرويج، أُثبتت أيضًا الإصابة بفيروس نقص المناعة البشرية والإيدز، ومنذ عام 1983، ومعهد الصحة العامة في أوسلو يجري الإحصاءات، مُظهرًا انخفاض معدل الإصابة عمومًا. في عام 2017، شُخّصت 18 حالة بالإيدز و213 حالة بفيروس نقص المناعة البشرية.
سيُحال الأشخاص الذين ثبُتَت إصابتهم بفيروس نقص المناعة البشرية إلى طبيب لديه معرفة جيدة بفيروس نقص المناعة البشرية. عادة ما تُعالج الإصابة بفيروس نقص المناعة البشرية من قبل أخصائي رعاية صحية في المستشفى. بالنسبة للأشخاص الذين يعيشون بعيدًا عن المستشفى، يمكن للطبيب المحلي التعاون مع المتخصصين لتقديم أفضل دعم محلي ممكن.

## الأمم المتحدة: أهداف التنمية المستدامة، إس دي جيز 2016-2030
تعتبر النرويج خطة 2030 مع أهداف التنمية المستدامة الـ 17 بمثابة خريطة طريق عالمية تحويلية للجهود الوطنية والدولية الرامية إلى القضاء على الفقر المدقع، مع حماية حدود الكوكب وتعزيز الرخاء والسلام والعدالة.
كانت النرويج أيضًا جزءًا من المراجعة الوطنية الطوعية لعام 2016 للمنتدى السياسي الرفيع المستوى المعني بالتنمية المستدامة.
تظهر تقارير الأمم المتحدة والفهارس الدولية المختلفة أن النرويج تحتل مرتبة عالية من ناحية التنفيذ العالمي لأهداف التنمية المستدامة. وفي الوقت نفسه، من الواضح أن تنفيذ خطة 2030 سيتطلب من النرويج جهدًا كبيرًا أيضًا.
حددت الحكومة عددًا من الأهداف التي تشكل تحديات خاصة للمتابعة المحلية في النرويج. تتعلق هذه التحديات بالعديد من أهداف التنمية المستدامة وجميع الأبعاد الثلاثة للتنمية المستدامة -الاجتماعية والاقتصادية والبيئية. الأهداف التي من المرجح أن تبقى محور الاهتمام السياسي ووضع السياسات هي تلك المتعلقة بالاستهلاك والإنتاج المستدامَين والصحة والتعليم والمساواة والعمالة والهجرة. تولي الحكومة أولوية لضمان جودة التعليم والعمل، وخاصة للشباب والأشخاص المعرضين لخطر التهميش. هذه مساهمة مهمة في تحقيق رؤية خطة 2030 بعدم ترك أي شخص في الخلف. التحديات التي حُددت على المستوى الوطني:
- الحد من الأمراض غير المعدية وتعزيز الصحة النفسية
- زيادة معدلات إتمام المرحلة الثانوية
- القضاء على جميع أشكال العنف ضد النساء والفتيات
- تخفيض نسبة الشباب الذين لا يعملون أو يتعلمون أو يتدربون
- ضمان البنية التحتية المستدامة
- الحفاظ على نمو الدخل لأدنى 40% من السكان بمعدل أعلى من متوسط الدخل الوطني
- تحسين جودة الهواء في المناطق الحضرية
- تخفيض فضلات الطعام إلى النصف وتقليل توليد الفضلات
- الحد من تأثير الأنواع الغريبة الغازية
- الحد من جميع أشكال العنف ومعدلات الوفيات ذات الصلة ومكافحة الجريمة المنظمة.[14]